# Gilów (województwo lubelskie)
Gilów – wieś w Polsce położona w województwie lubelskim, w powiecie biłgorajskim, w gminie Goraj.
W latach 1975–1998 miejscowość administracyjnie należała do województwa zamojskiego. 
Wieś jest sołectwem w gminie Goraj. Według Narodowego Spisu Powszechnego z roku 2011 wieś liczyła 183 mieszkańców i była dziewiątą co do wielkości miejscowością gminy.

## Zabytki
W Gilowie znajdują się zabytkowe: drewniany rzymskokatolicki kościół parafialny pw. Najświętszego Serca Pana Jezusa z lat 1929–1932, również drewniana dzwonnica z tego samego okresu oraz cmentarz.

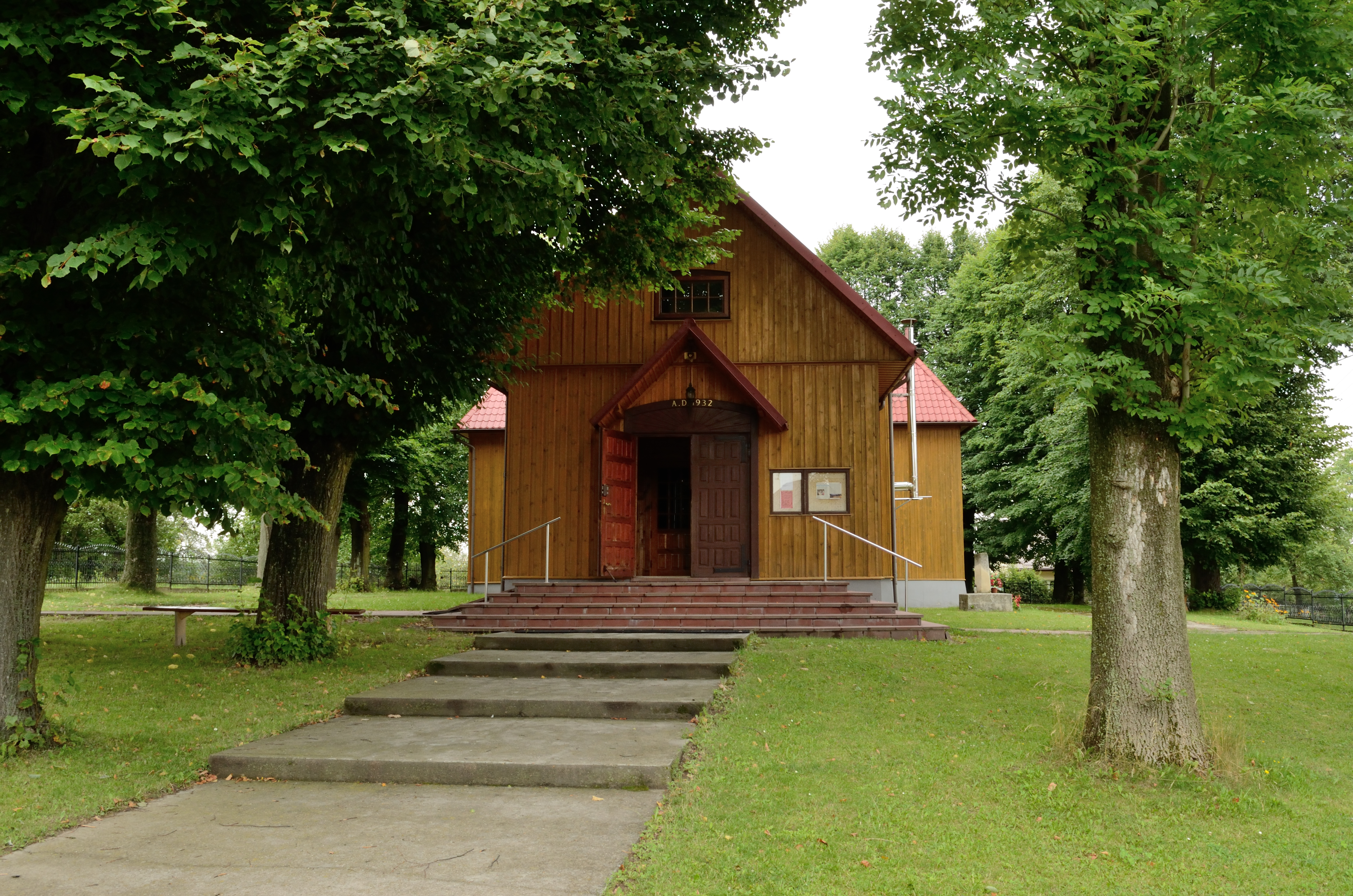
Kościół
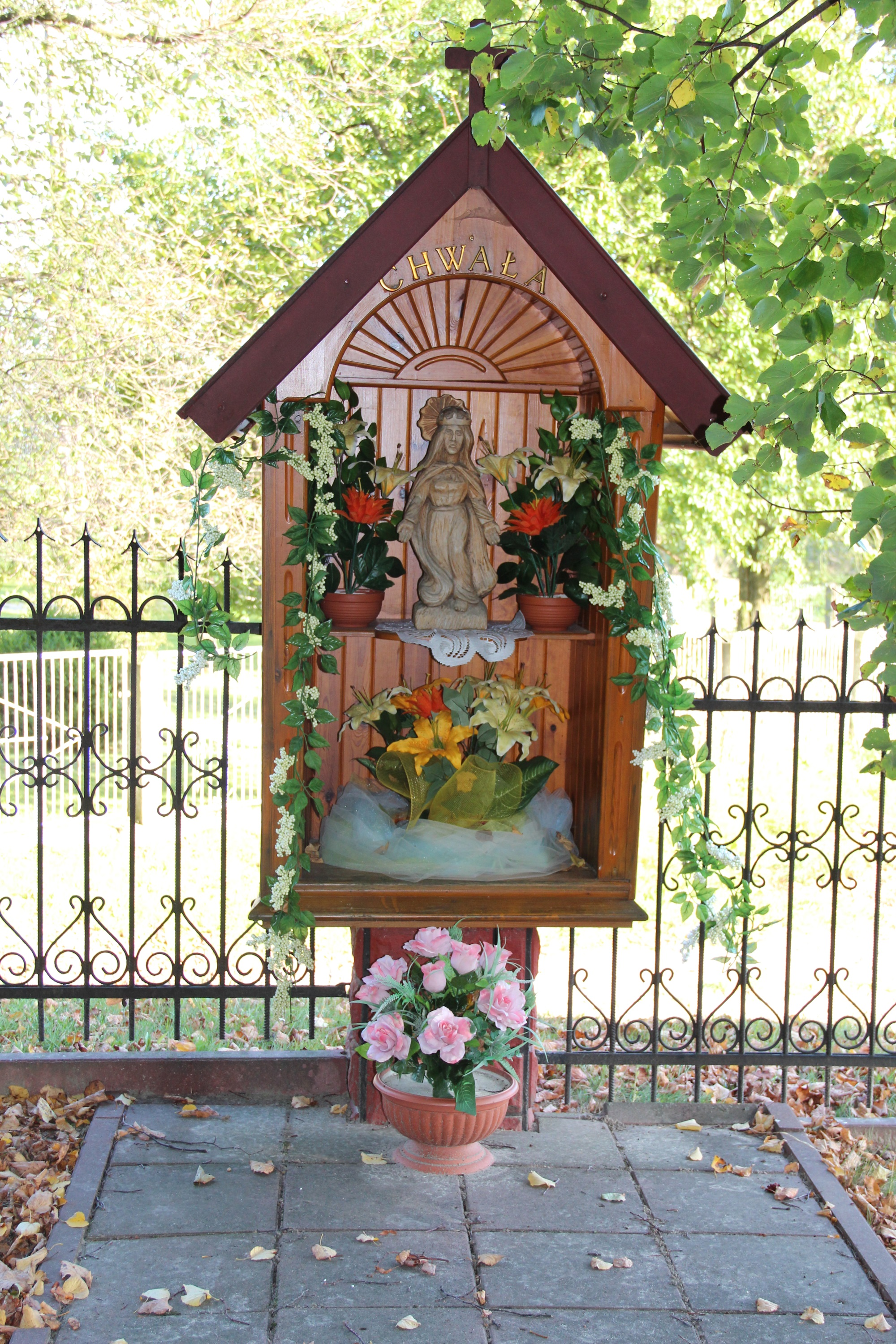
Jedna z kapliczek przy kościele
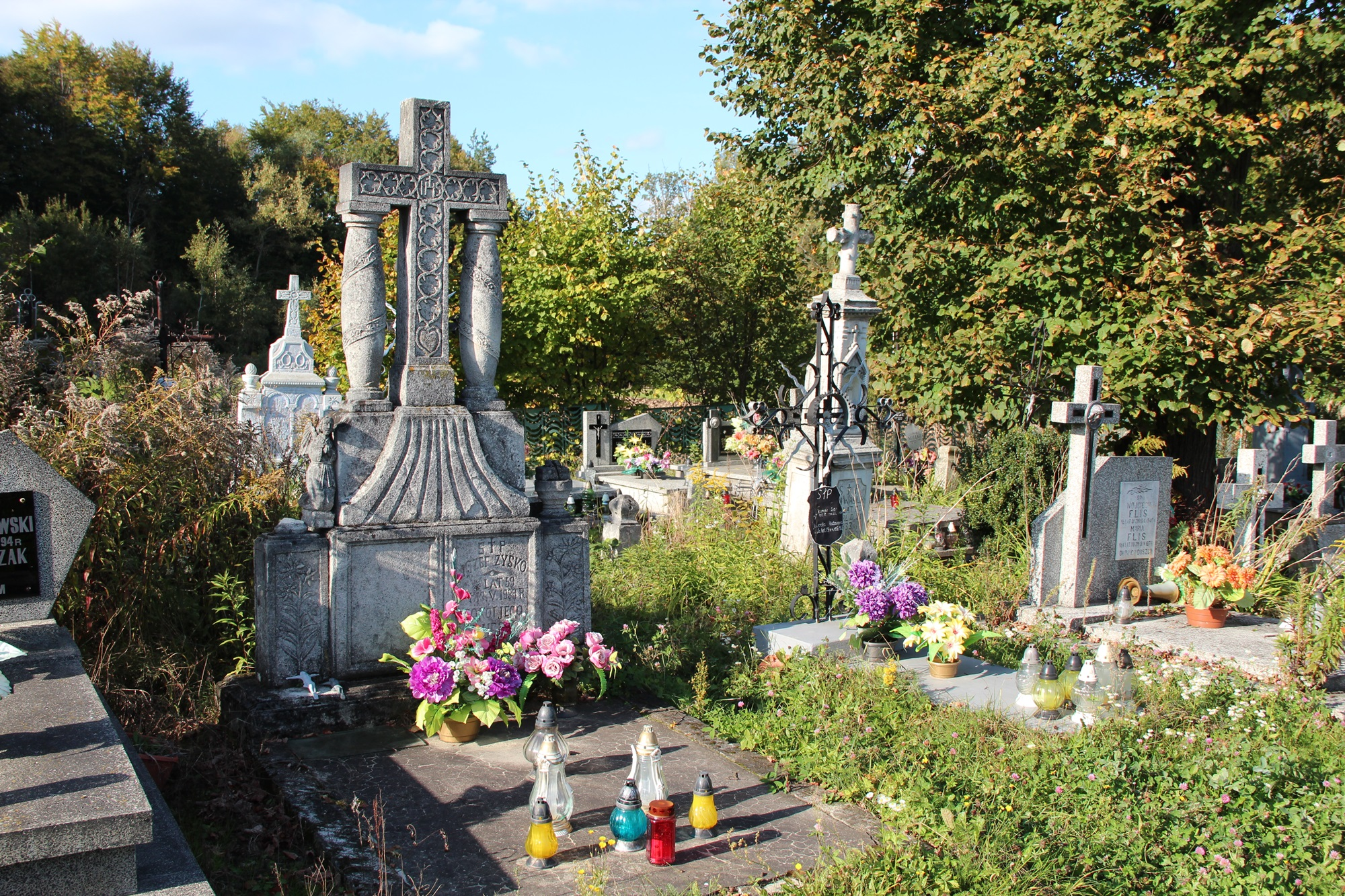
Cmentarz